# 삼예 사원
삼예사(티베트어: བསམ་ཡས bsam yas, 중국어: 桑耶寺)는 티베트에 건설된 최초의 불교 승원이다.

## 개요
서력 775년 경, 치쏭 데짼 왕의 후원으로, 7세기에 손챈감포 왕이 도입한 이래 스러졌던 불교의 재흥을 꾀하기 위해 세워졌다. 인도의 승원을 배껴 세워졌다고 알려졌다. 중국 티베트 자치구 산난 시의 자낭 현에 위치한다.
이 절(寺)은 불전에서 전해지는 세계관을 모델로 삼은, 이른바 입체 만다라로 되어 있다. 청더 외팔묘의 푸닝사는 이 절을 모델로 하고 있다.

## 가람배치

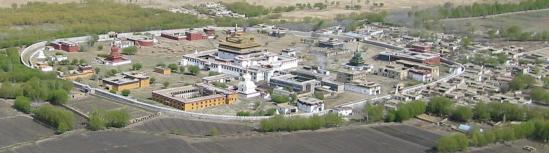
원경

원형의 벽으로 둘러싸인 사역(寺域)의 중앙에는, 다른 제당과 비해 한층 높은 본당이 있으며, 본당의 주위에는 4개의 커다란 당과 2개의 작은 당, 4색의 불탑이 배치되어 있으며, 이러한 건물 배치는 위에서 기술한대로, 거대한 만다라를 본뜬 것이다.
본당은 세계의 중심에 우뚝솟은 수메루산(수미산)을 나타내고, 네 모서리에 있는 다른 건물과 본당의 동서남북으로는 대륙과 불교우주의 다른 조작을 나타낸다. 그 말은, 4개의 커다란 당은 사대부주(4대 대륙)을 드러내고, 남방의 인도아대륙, 서방의 오아시스 세계, 북방은 북아시아의 유목 세계, 동방은 동아시아의 중국 세계를 나타낸다고 간주한다. 거기에 본당의 양옆으로 있는 원형과 반달형의 2당은 태양과 달을 본뜬 것이다.
본당은 수많은 종교 벽화와 불상, 중요한 역사적 유물도 있다. 이 절에 많은 티베트인 불도가 순례하러 찾으며, 그것은 몇 주일이나 걸리는 경우도 있다.

## 역사

### 건립
전승에 따르면, 인도의 승(僧) 샨타락시타가 그의 경전 중심의 불교를 포교했을 때에 사원 겁립을 최초로 계획했다. 이 장소가 기운이 좋다고 해서 건설을 시작해도, 반드시 도중에 사원은 무너져버렸다. 두려워 한 건축노동자들은 가까이에 있는 냇물의 마물이나 나쁜 기운이 이것을 일으켰다고 믿었다.
하지만 파드마삼바바가 북인도에서 이곳에 다다르자, 사원 건설을 막고 있는 문제의 마물을 조복했다. 달라이라마 5세에 따르면(Pearlman, 2002: p.18), 파드마삼바바는 탄트라적인 바즈라킬라야(금강궐)의 수법이나 염불을 해서 치쏭 데짼 왕의 옹호와 자금 원조를 받아, 샨타락시타는 실무적인 문제를 해결해서 삼예사를 건립했다고 한다.
이 전승은 어째서 탄트라(밀교) 중심의 파드마삼바바의 가르침이 경전(현교) 줌심의 샨타락시타의 가르침보다도 우세를 얻은 것의 설명이 된다. 또, 삼예사의 건립은 티베트 불교의 독자의 파(派)인 닝마파의 뿌리가 된다.

### 삼예종론
삼예사는 인도 불교와 중국 불교의 종론이 이루어져, 인도 불교가 승리하는 것으로 티베트 불교의 방향성을 결정짓는 일이 된 사건, 「삼예종론」의 무대로도 알려져 있다.

### 근현대
삼예사는 문화대혁명에 따라 1980년대 대규모의 파괴를 받았다. 오늘날에도 종교 활동은 이어지고 있으며, 중요한 순례 목적지이자 관광지이다. 1996년에 중화인민공화국의 전국중점문물보호단위에 지정되었다.

## 영향
티베트 불교의 신앙이 몽골인이나 만주인(여진족)에게 전해진 다음, 삼예사를 본뜬 절이 각지에 세워졌다. 이러한 절에는 러허(現 허베이 청더 시)의 푸닝사, 베이징 자금성의 우화각, 이화원의 사대부주 따위가 현존하고 있다.

삼예 사원
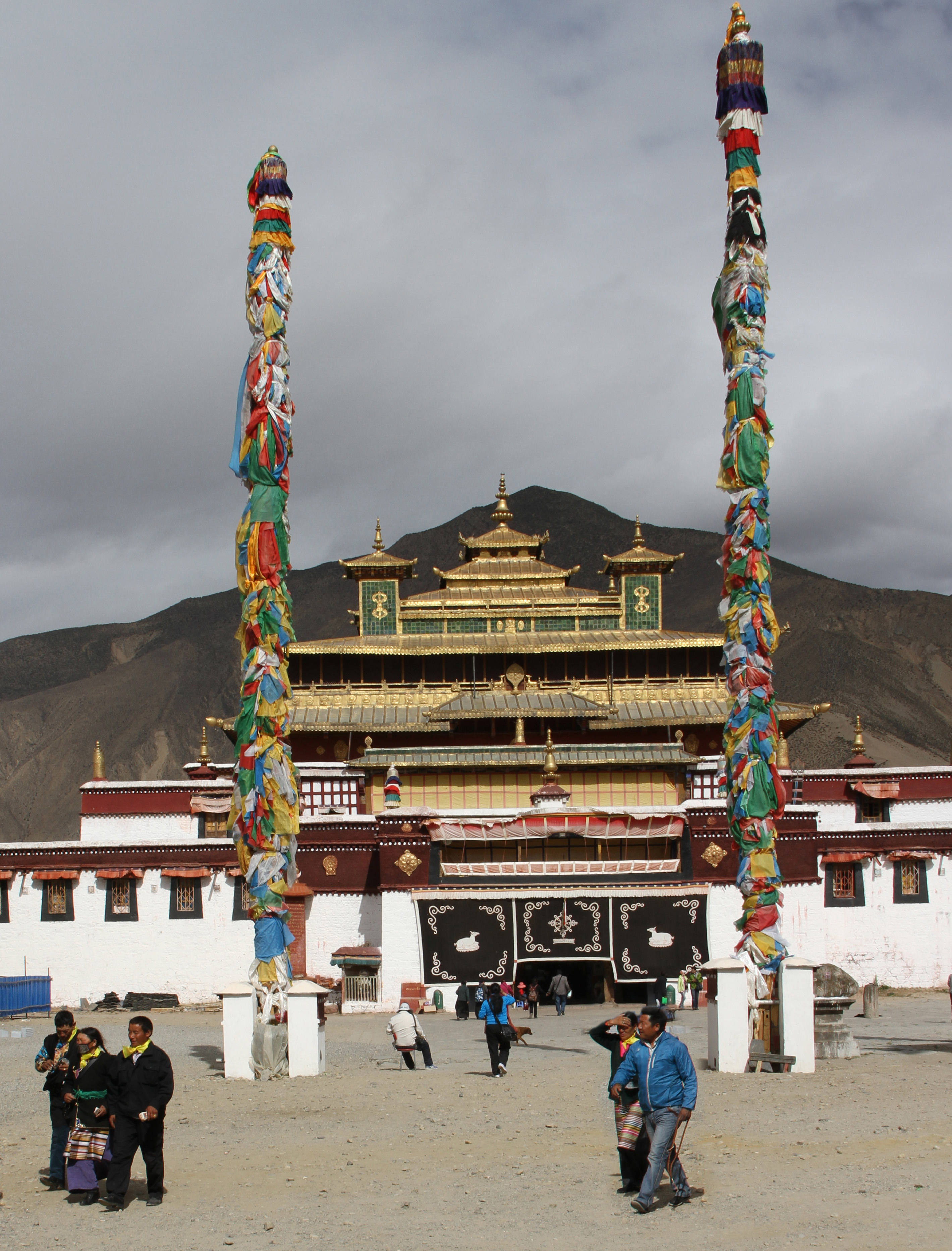
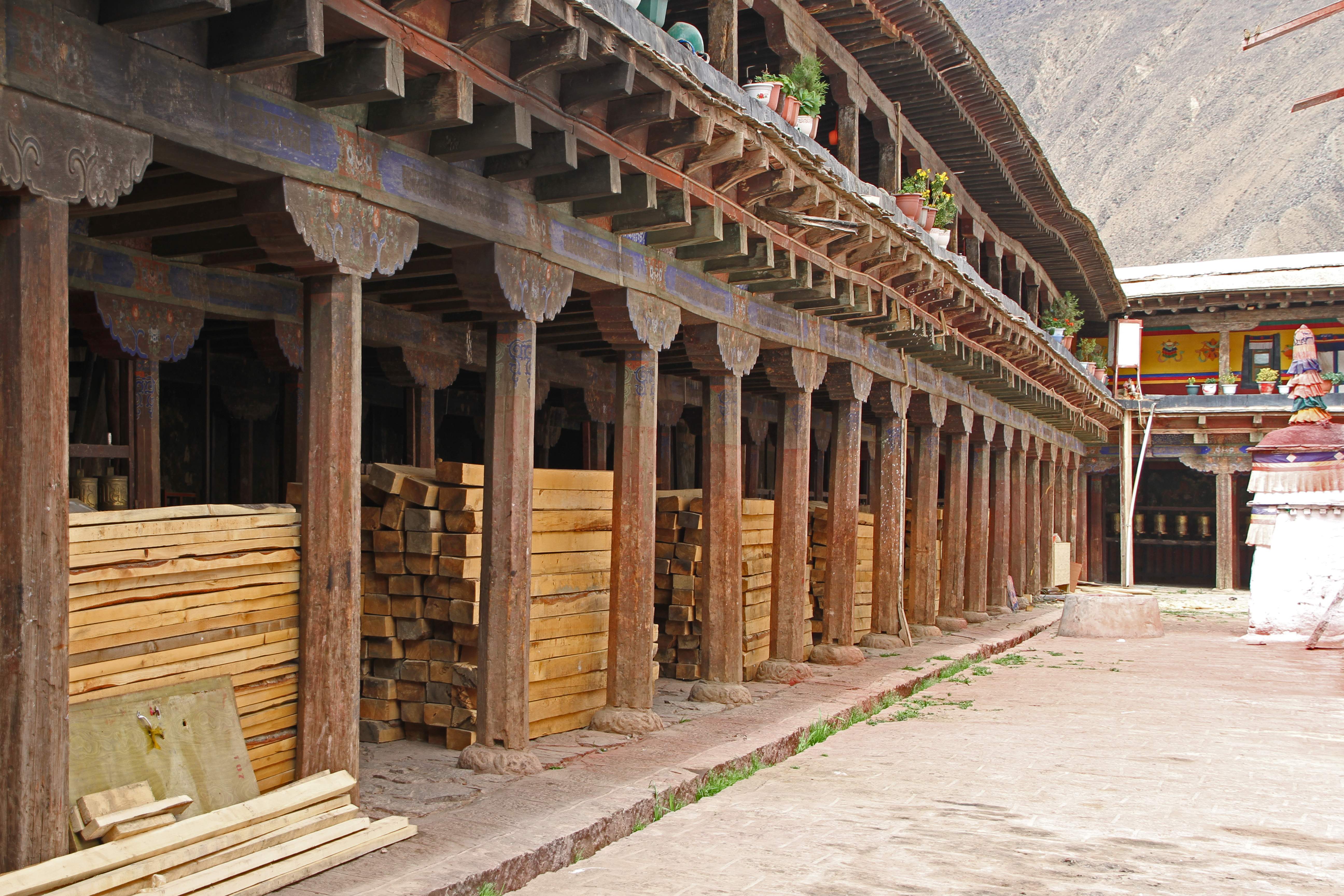
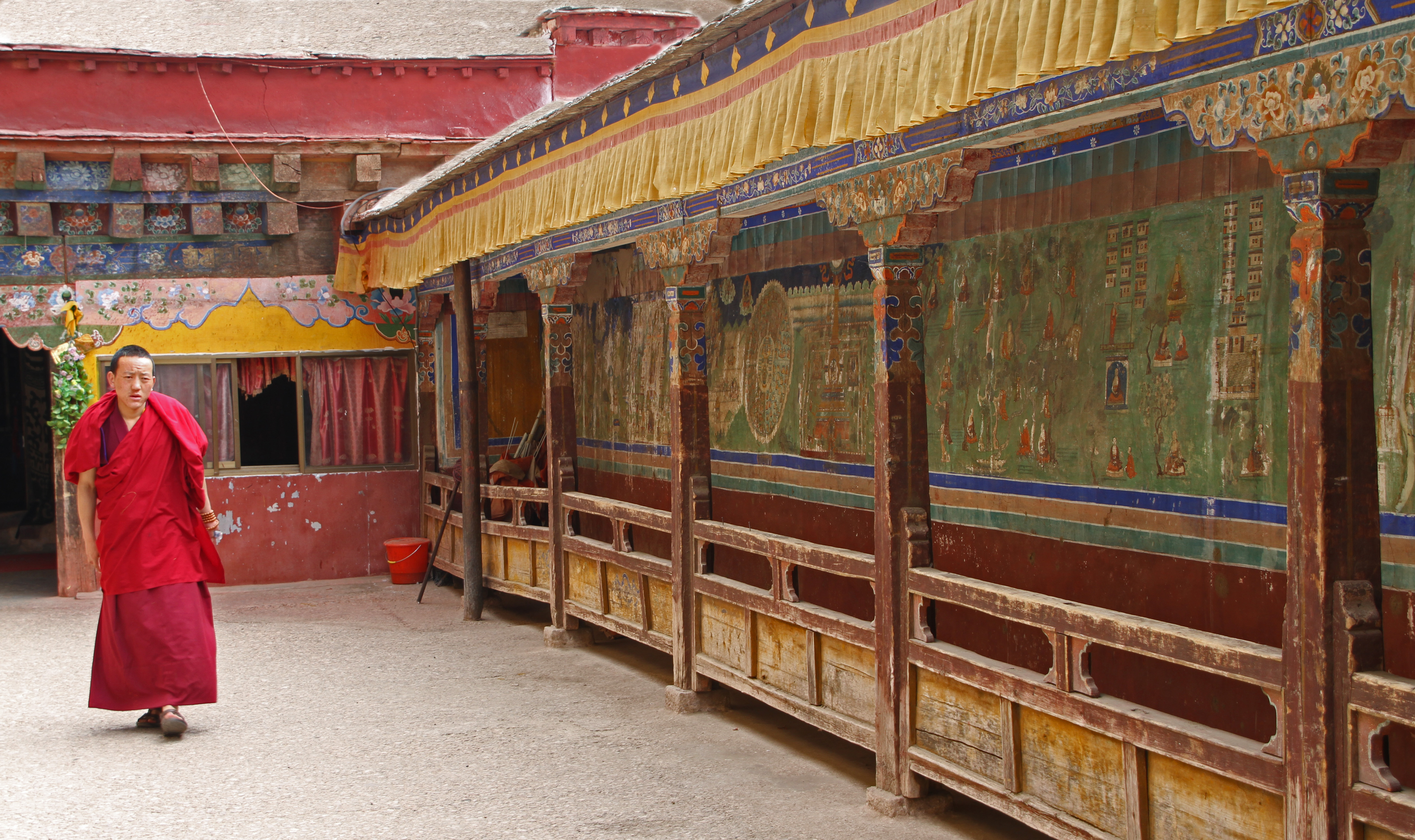
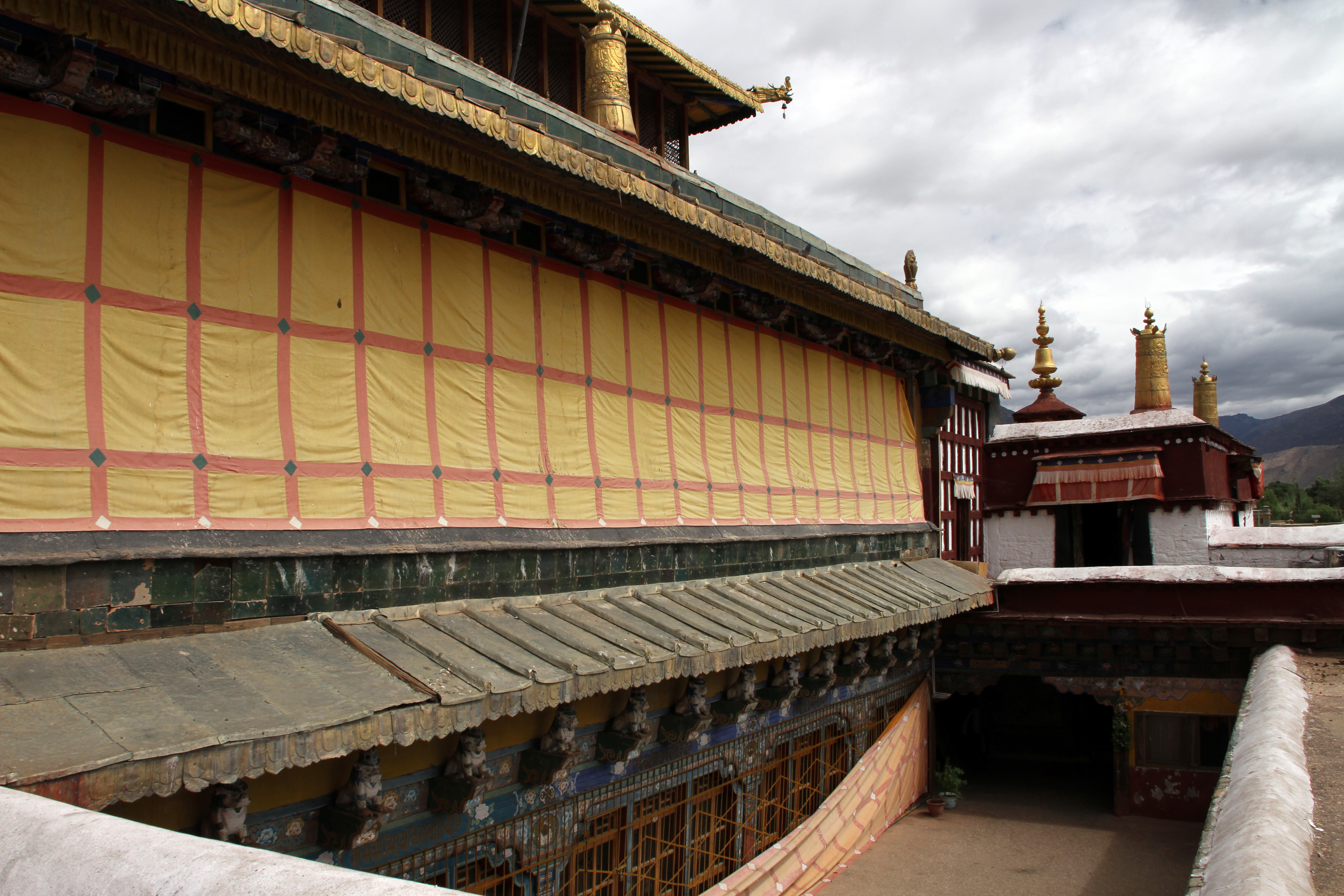
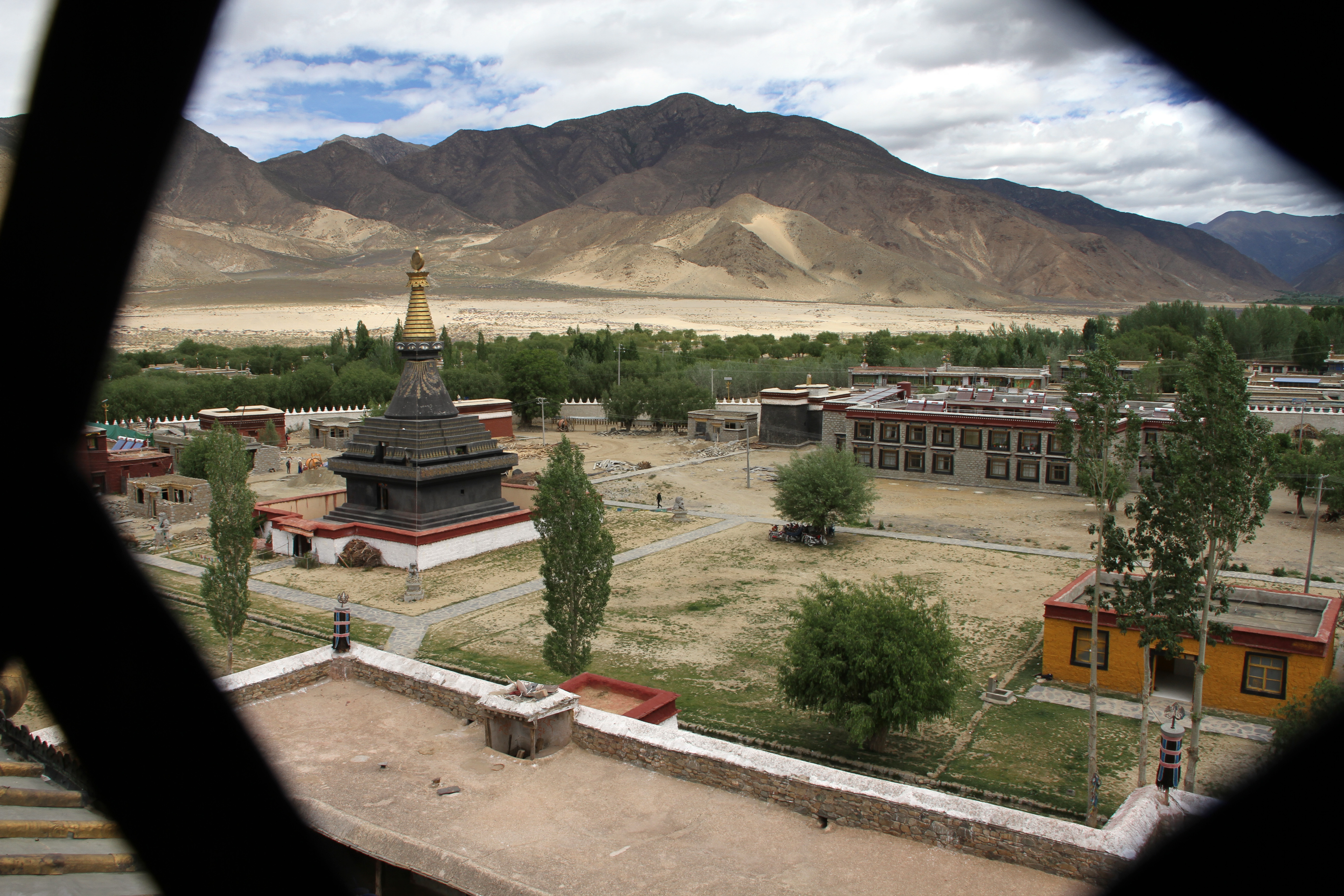
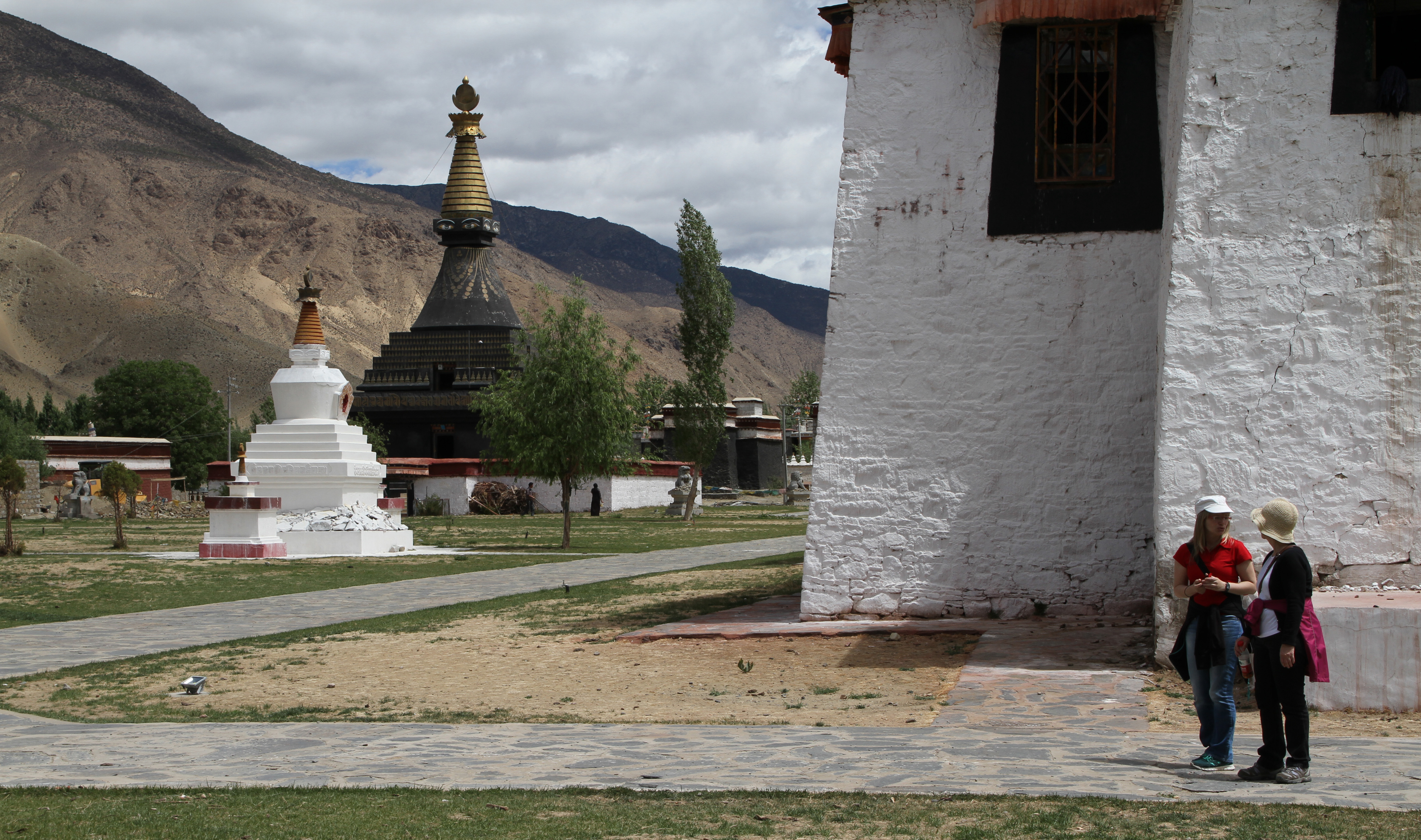
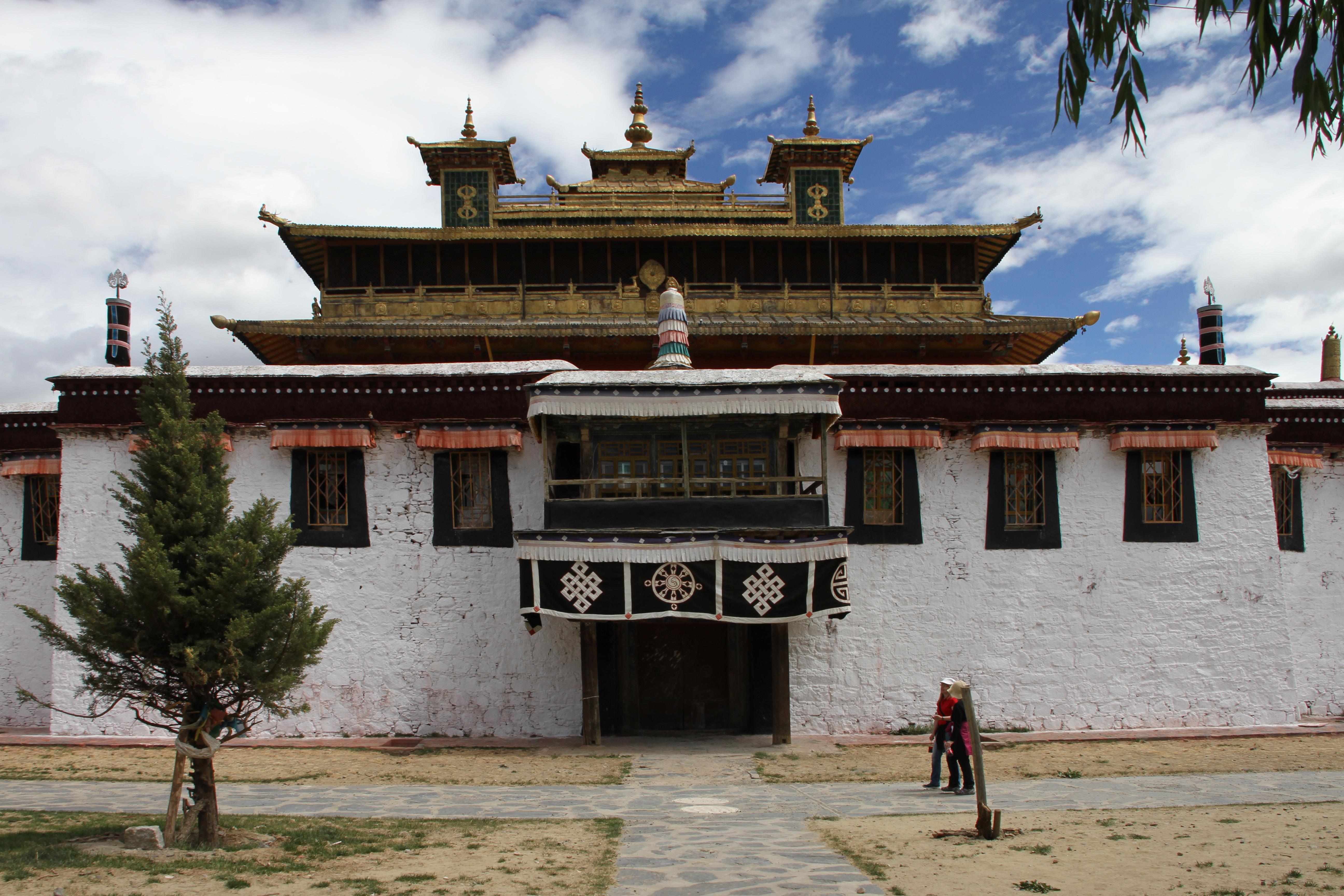

### 내용주
1. ↑  같은 성격을 가진 것에 섬 자와 섬의 보로부두르 유적이 있다.